# Suneate
Il Suneate (臑当) era lo schiniere tipico dell'armatura giapponese, calzato dal samurai sopra un'apposita calza (kyahan) direttamente sistemata sul polpaccio. Consisteva in lunghe lamine rettangolari di ferro assicurate ad un supporto rettangolare di stoffa, cuoio e/o maglia di ferro.